# Mahavel
Mahavel est un lieu-dit de l'île de La Réunion, département d'outre-mer français dans le sud-ouest de l'océan Indien. Il s'agit d'un quartier périphérique de la commune de Saint-Pierre situé au nord du centre-ville en surplomb de la rivière Saint-Étienne et en amont de Ravine des Cabris.
Mahavel abrite une ancienne usine sucrière dont la cheminée, appelée cheminée Mahavel, est inscrite en totalité à l'inventaire supplémentaire des Monuments historiques depuis le 8 juillet 2002, ainsi que son terrain d’assiette. Le quartier fait par ailleurs l'objet de nombreuses légendes et sert de décor à Sortilèges créoles : Eudora ou l'île enchantée, un roman de Marguerite-Hélène Mahé paru en 1952.